# Dikgatlhong
Dikgatlhong is een dorp in het district Kweneng in Botswana. De plaats telt 204 inwoners (2011).